# Jacobo de Strepa
Jacobo de Strepa (Cracovia, ca. 1340–Leópolis, 20 de octubre de 1409), también conocido como es castellano como Santiago de Strepa, de nombre polaco Jakub Strzemię, fue un religioso franciscano polaco y obispo de Halicz. Es venerado como beato en la Iglesia católica, cuya fiesta celebra el 20 de octubre.

## Biografía
Jacobo de Strepa nació en el seno de una familia noble de Polonia, hacia 1340. Ingresó en la Orden de los Hermanos Menores. Por muchos años ejerció el ministerio en Moldavia y Rutenia (hoy en su mayor parte Rusia), fue vicario general de esta misión y trabajó activamente por la unidad de los cristianos, con un grupo de misioneros franciscanos y dominicos.
El papa Bonifacio IX le nombró obispo obispo de Halicz (trasladada a la hoy arquidiócesis de Leópolis). En este cargo se consagró por entero a las necesidades de la diócesis: construyó nuevas iglesias, erigió nuevas parroquias, fue selectivo a la hora de escoger sus pastores, fundó casas religiosas, edificó hospitales, proveyó a los pobres. Para todo ello usó las rentas del obispado, viviendo él, con un mínimo de ellas. Uno de sus aportes a la iglesia polaca fue el haber reunido, en 1406, un sínodo provincial, en Leópolis, con las diócesis sufrgáneas de Przemyśl, Lublin y Lutsk.
Strepa era devoto de la Virgen y de la Eucaristía. En su escudo y anillo episcopal colocó la imagen de María, difundió el rezo del rosario y otras devociones marianas e instituyó la adoración perpetua. Recorrió su extensa diócesis a pie, vestido con el hábito franciscano, sembrando en su camino la palabra de Dios, uniendo a su apostolado activo una vida de austeridad y de penitencia.
Jacobo de Strepa fue nombrado senador en el consejo de su patria. En este cargo civil se destacó por intentar detener, en el territorio polaco, las incursiones de los bárbaros. Luego de 19 años de episcopado, murió el 20 de octubre de 1409, en la ciudad de Leópolis. Fue sepultado en la iglesia de los franciscanos de Leópolis, vestido con el hábito religioso y con las insignias pontificales.

## Culto
Inmediatamente después de su muerte, Jacobo de Strepa fue objeto de culto en su diócesis y en su pueblo natal, extendiéndose rápidamente por Polonia, Lituania y Rusia, de donde en un tiempo iban numerosos peregrinos a su tumba para invocar su protección. Muchos milagros le fueron atribuidos a su intercesión, especialmente aquellos obrados en su tumba. En 1419 se hizo la exhumación y su cuerpo fue encontrado incorrupto.
El papa Pío VI reconoció el culto inmemorial, tributado a Jacobo de Strepa, el 11 de septiembre de 1790, con el título de beato. El Martirologio romano recoge su memoria el día 20 de octubre. Sus reliquias son veneradas en la Catedral de Leópolis. El ayuntamiento de Leópolis (hoy parte de Ucrania) le proclamó defensor y custodio de la ciudad. La Orden franciscana le venera como parte de la Primera Orden.
Con motivo de los 600 años de la arquidiócesis de Leópolis para los latinos, las reliquias de Jacobo Strepa fueron puestas a la veneración pública por las calles de la ciudad. El papa Benedicto XVI envió como legado extraordinario para dicha celebración al cardenal Jozef Tomko.